# Schizorhiza neglecta
Schizorhiza neglecta (Goldblatt) Goldblatt & J.C.Manning – gatunek rzadkich roślin należący do monotypowego rodzaju Schizorhiza Goldblatt & J.C.Manning z rodziny kosaćcowatych (Iridaceae), występujący endemicznie w Kraju Przylądkowym w Południowej Afryce. Obszar występowania tego gatunku ograniczony jest do 65-kilometrowego odcinka gór Hottentots-Holland w skrajnie południowo-zachodniej części Prowincji Przylądkowej Zachodniej. Znane są trzy populacje tej rośliny: w Bainskloofpas, Jonkershoek oraz w Steenbras Dam. Największa populacja zasiedla skarpy rzeki Berg, które w okresie jej kwitnienia pokryte są dywanami białych kwiatów.

## Morfologia

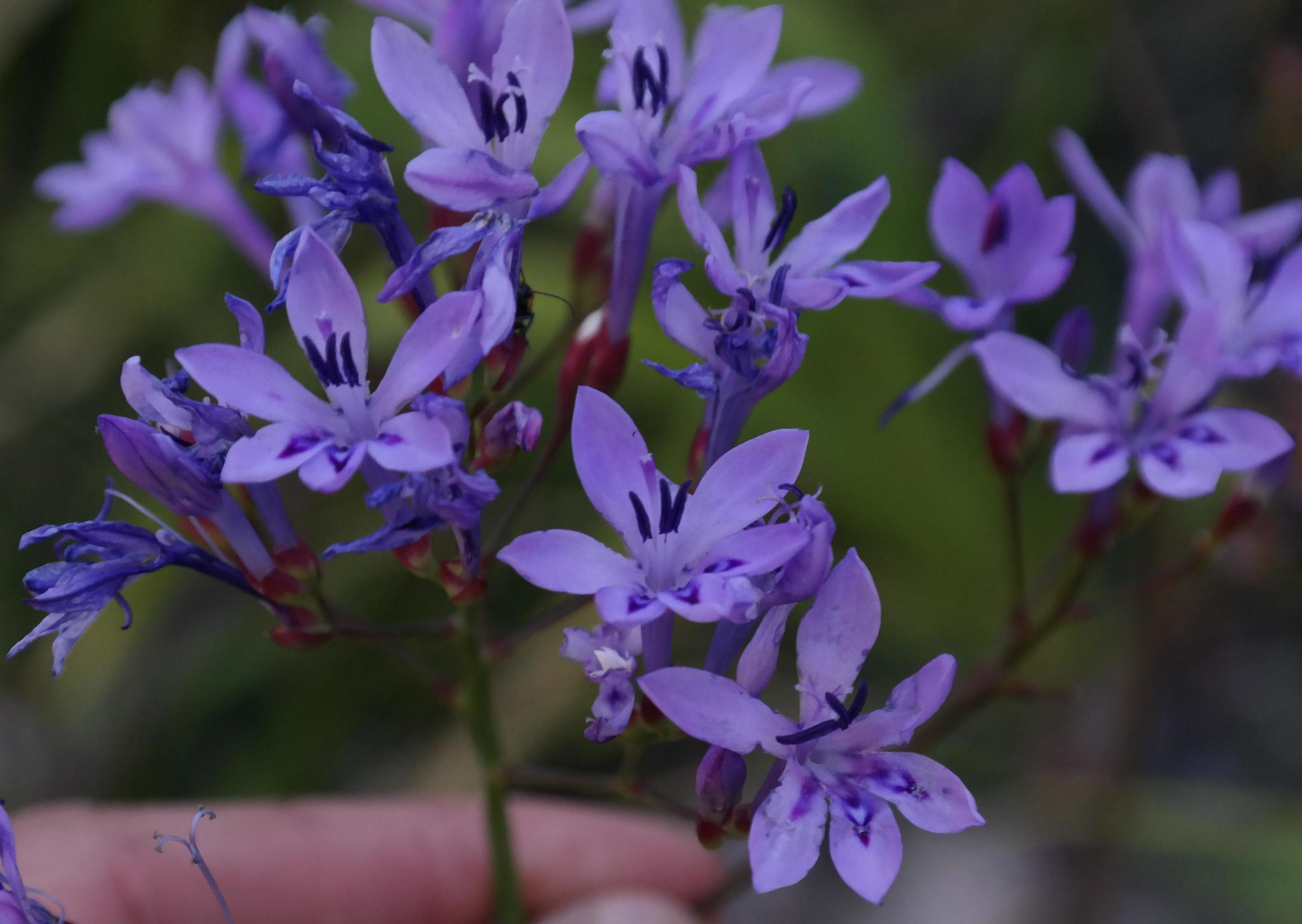
Kwiaty populacji z Bainskloofpas

PokrójRośliny zielne o wysokości 28–45(–55) cm.
PędyPodziemna elipsoidalna bulwocebula o średnicy 12–14 mm, z płaską nasadą, przy której tworzy się kilka potomnych bulwocebul, pokryta brązową tuniką, korkowatą do papierzastej. Łodyga wyprostowana, luźno 5–7–krotnie rozgałęziona, w dolnej części spłaszczona i uskrzydlona, w górnej kwadratowa na przekroju i uskrzydlona. W kątach dolnych liści (zarówno pod powierzchnią gruntu, jak i powyżej) powstają bulwki. U nasady rozgałęzień obecne są podsadki, o długości 3–5 (–12) mm, w dolnej części łodygi podobne do liści właściwych.
LiścieOd 3 do 6 wąskolancetowatych liści o szerokości 7–15 mm, z wydatną żyłką centralną oraz podobnie widoczną parą żyłek drugorzędowych. Od 2 do 4 dolnych liści osadzonych jest na łodydze poniżej poziomu gruntu, są większe od 1–3 liści górnych, wyrastających w dolnej połowie wysokości łodygi.
KwiatyZebrane w luźne, zaokrąglone do spłaszczonych, fałszywe wiechy. W dolnej części łodygi kwiatostany złożone są z większej liczby kwiatów, w górnej na pędach bocznych wyrasta od 1 do 2, rzadziej do 4 kwiatów. Podkwiatki zielone, często z czerwonymi brzegami, o długości 4–7 mm. Kwiaty grzbieciste, długowieczne, często talerzykowate, wydzielające delikatny, słodki zapach. Listki okwiatu w dolnej części zrośnięte w cylindryczną rurkę, o długości 7–14 mm i średnicy od 1 mm u nasady do 2 mm u ujścia gardzieli, powyżej wolne, eliptyczne, tępe, nierównej długości. Górna warga o wymiarach 10–13 × ±4,5 mm, dolna 10–12 × ±4 mm. Okwiat albo biały i wówczas dolne listki pokryte są jednym lub dwoma fioletowymi plamkami (populacja z Jonkershoek), albo niebieski z granatowym lub fioletowym oszczepowatym wzorem na dolnych listkach, często z białymi kropkami w środku (populacja z Bainskloofpas). Pręciki położone jednostronnie, łukowato. Nitki wolne, o długości 5–9 mm, wystające ponad okwiat na wysokość 3–5 mm. Pylniki podługowato-równowąskie, o długości 3,3–4,5 mm, pękające podłużnie. Pyłek biały. Zalążnia siedząca, kulista. Szyjka słupka nitkowata, zakrzywiona doosiowo do nitek pręcików. Znamię słupka rozgałęzione na połowie długości.
OwoceTorebki w kształcie bączka, trójklapowe w górnej części, o długości 4–5 mm, z 1 lub 2–3 nasionami w każdej komorze. Nasiona kuliste do jajowatych, czasami spłaszczone na końcu chalazalnym, delikatnie pofałdowane, o wymiarach ok. 2–2,5 × 1,7–2,5 mm.

## Biologia i ekologia
RozwójWieloletnie geofity cebulowe. Kwitną od połowy listopada do końca stycznia. Strategie zapylania tej rośliny nie zostały zbadane, ale zaobserwowano, że kwiaty odwiedzane są przez zadrzechnie z gatunku Xylocopa hottentotta.
SiedliskoRośliny z tego gatunku zasiedlają skaliste gleby krzemianowe pochodzenia piaskowcowego, na wysokości 400–1000 m n.p.m., gdzie występują na ogół w osłoniętych, bardziej wilgotnych miejscach, takich jak zbocza poniżej klifów i w pobliżu strumieni.
GenetykaLiczba chromosomów diploidalnych 2n = 12 (populacja z Jonkershoek) i tetraploidalnych 2n = 24 (populacja z Bainskloofpas).

## Systematyka
Rodzaj z plemienia Watsonieae, z podrodziny Crocoideae z rodziny kosaćcowatych (Iridaceae).
Z uwagi na różnice morfologiczne i genetyczne między populacjami z Jonkershoek i Bainskloofpas rozważane jest ich rozdzielenie na dwa taksony.

## Nazewnictwo
Synonimy nomenklaturowe
- (bazonim) Lapeirousia neglecta Goldblatt, S. African J. Bot. 58: 335 (1992).

Synonimy taksonomiczneLapeirousia corymbosa subsp. alta Goldblatt, Contr. Bolus Herb. 4: 24 (1972).
HomonimySchizorhiza Weiler to również rodzaj wymarłych ryb rajokształtnych z rodziny Sclerorhynchidae.